# Кинооператор
Кинооператор (англ. cinematographer, director of photography) 
— профессия в кинематографе.
Специалист, создающий изображение, управляя киносъёмочным аппаратом, с помощью которого происходит запись движущихся кадров на киноплёнку. 

## Профессия «Кинооператор»
Кинооператор — специалист, знающий выразительные возможности освещения, основные законы композиции кадра, умеющий пользоваться киноаппаратурой, оптикой, а также вспомогательной операторской техникой: 
операторскими кранами, стэдикамами, операторскими рельсами, тележками и т.д. Оператор несёт ответственность за изобразительное решение фильма (композиционные, световые и цветовые решения), фотографическое качество изображения, а также принимает непосредственное участие в создании художественных образов и спецэффектов.
Кинооператор создаёт изобразительное решение фильма совместно с режиссёром и художником. 
Он является одной из ключевых фигур в создании кино- и телефильмов всех видов: художественных, игровых, документальных, научных и многих других.  
Вадим Абдрашитов:
Именно оператор воплощает на экране всё то, что называется изображением и является сутью кино-видеофильма. Создание атмосферы, передача актерского мастерства зрителю, реализация стиля и жанра картины — это есть работа и предмет творчества операторов. Лучшие их работы являются высочайшими достижениями киноискусства.

### Историческая справка
Кинооператоры, снимавшие первые цветные фильмы, назывались «цветооператорами». В современном кинематографе чаще всего используется цифровая кинокамера, позволяющая получать кинофильмы без использования плёнки.

## Камермен
Некоторое распространение в кинематографическом обиходе получило жаргонное название камермен (камермэн, камерамэн) (англ. cameraman), изначально термин появился в американской киноиндустрии. Употребляется в отношении сотрудников, не управляющих непосредственно киносъёмочным аппаратом, а осуществляющих его запуск и остановку, движение по съёмочной площадке и устраняющих препятствия оператору.

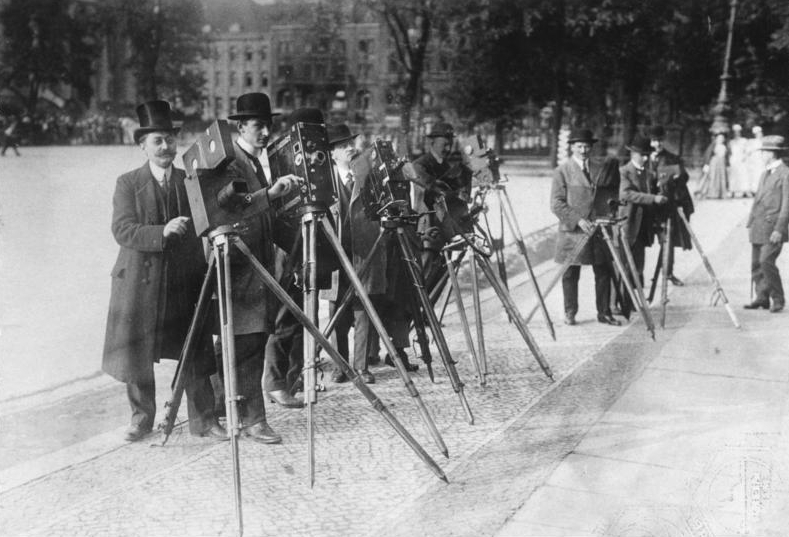
Кинооператоры в Берлине 1907 г.
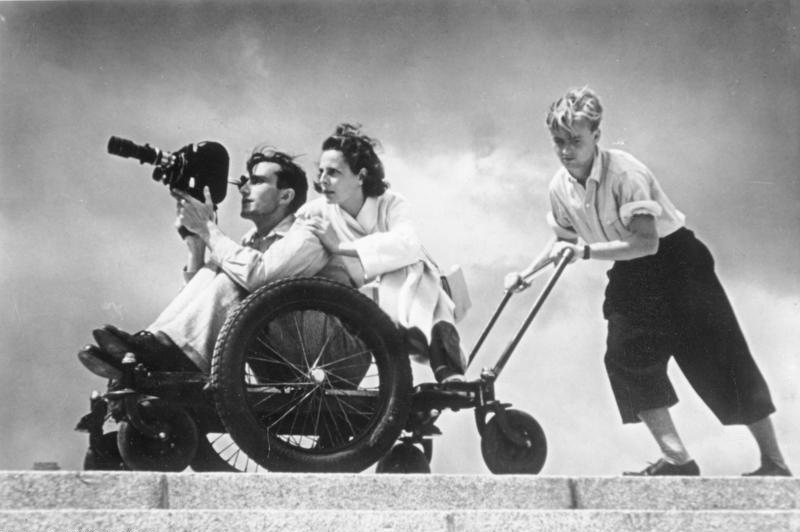
Режиссёр Лени Рифеншталь на тележке с оператором 1936 г.
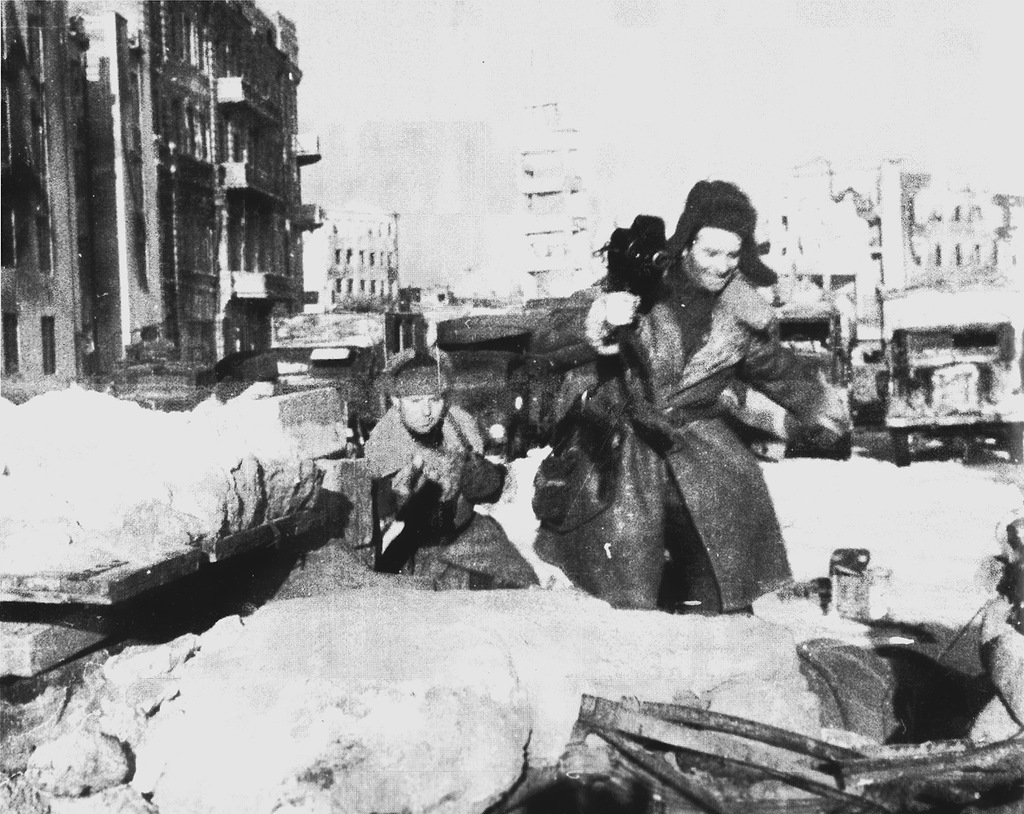
Кинооператор Валентин Орлянкин в Сталинграде. 1943 г.
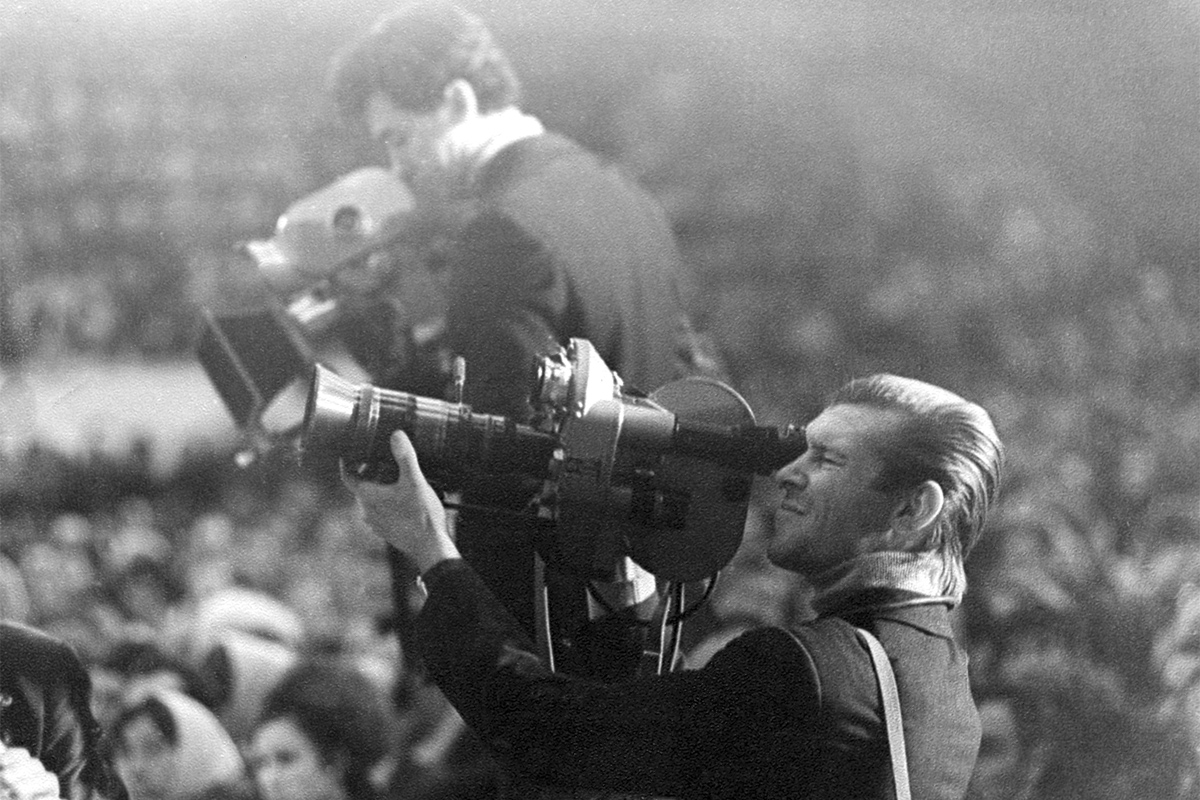
Кинооператор Виталий Анохин с аппаратом Конвас-автомат
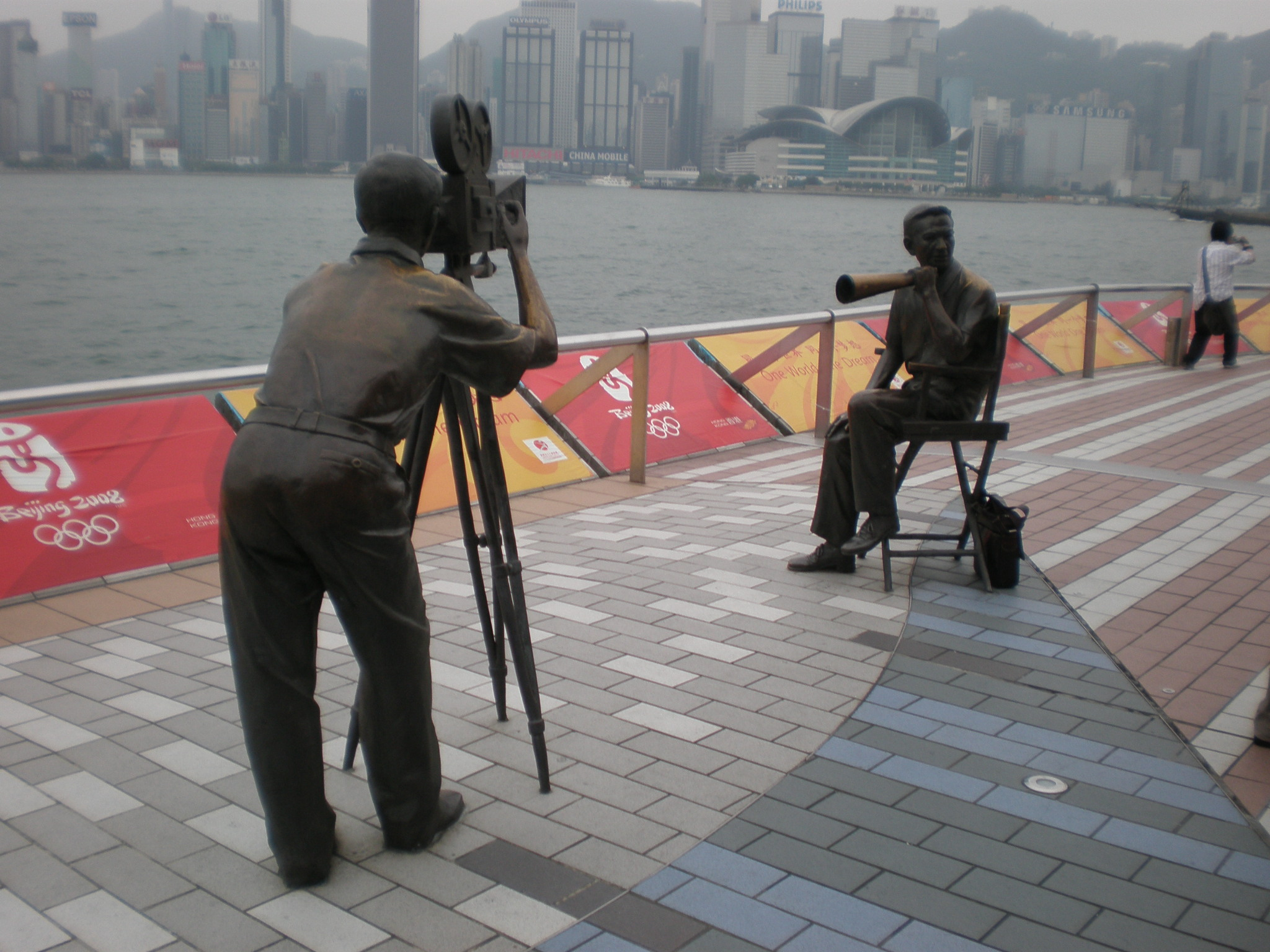
Скульптура кинооператора на Аллее звезд в Гонконге
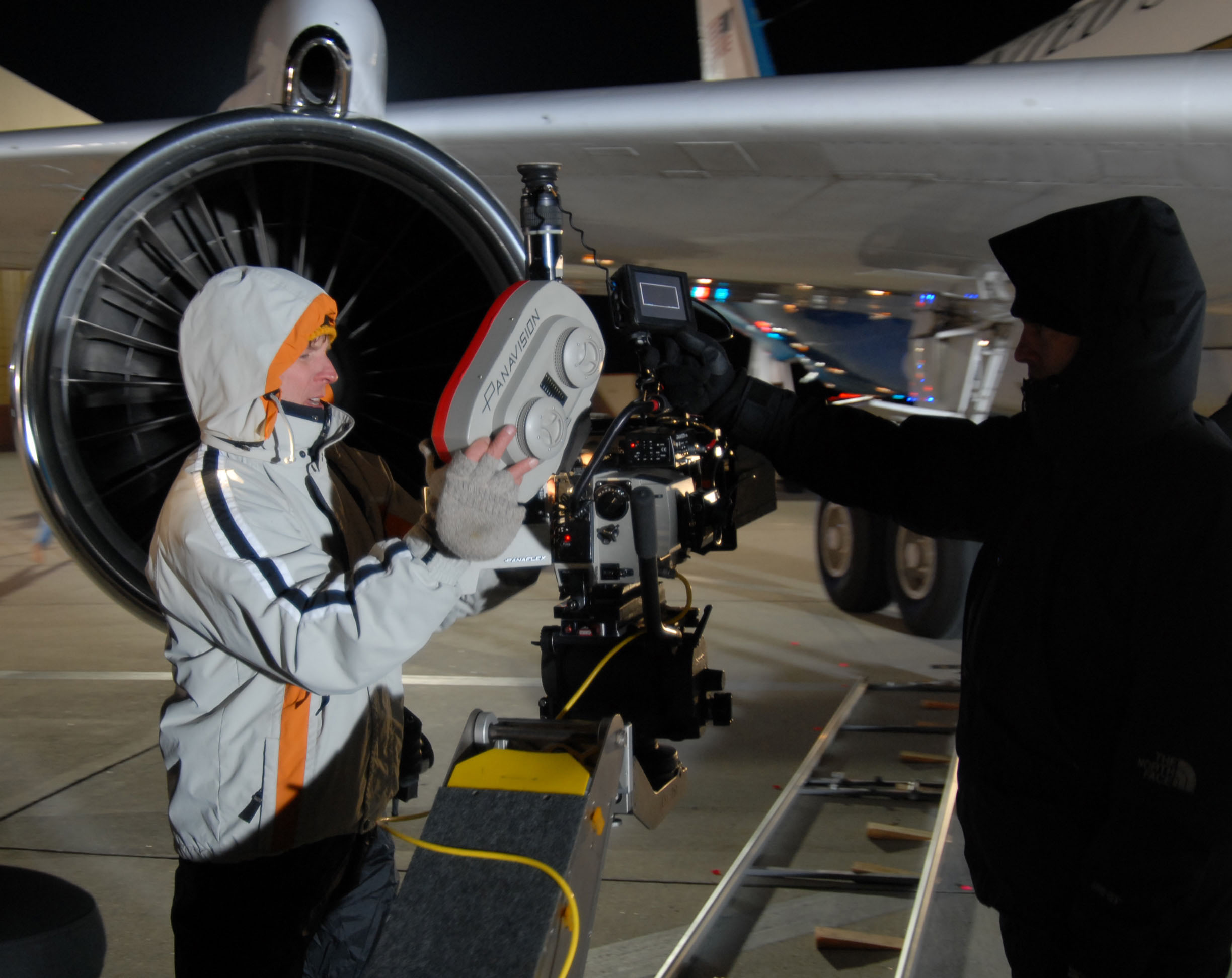
Операторская группа во время съёмки фильма «Трансформеры»

## Операторская группа
Коллектив специалистов, входящий во время производства кинофильма в состав съёмочной группы, и обеспечивающий бесперебойную и качественную съёмку изображения. В западной терминологии эквивалентом операторской группы можно считать Camera Crew. Кроме операторов в неё входят помощники (ассистенты) оператора, отвечающие за фокусировку, экспозицию и ведущие учёт отснятых сцен и дублей. От постановочного цеха киностудии к операторской группе прикрепляются дольщик и кранмейстер, с командой помощников (англ. Dolly Grip). От цеха съёмочной техники прикрепляется механик съёмочной техники.
В группу может входить более одного оператора для проведения многокамерных съёмок или работы в несколько смен. Современная технология производства предусматривает в составе группы отдельного оператора, работающего с системой стабилизации «Стэдикам». От цеха комбинированных съёмок прикрепляется отдельный оператор, осуществляющий комбинированные съёмки. При плёночной технологии кинопроизводства в операторской группе обязательно присутствует специалист, обеспечивающий работу видеоконтрольных устройств. По окончании съёмочного периода операторская группа распускается и во время монтажно-тонировочного периода в производстве фильма участвует только оператор-постановщик.

## Оператор-постановщик
Или главный оператор — руководитель операторской группы и группы осветителей. Несёт ответственность за фотографическое качество изображения, расход киноплёнки и электроэнергии. В отличие от остальных операторов, работающих только во время съёмочного периода, после его окончания следит за производственным процессом до момента сдачи фильма заказчику. Присутствует при выборе дублей, монтаже, цветоустановке (при оптической технологии кинопроизводства) или цветокоррекции. В США профсоюз запрещает операторам-постановщикам самостоятельно управлять киносъёмочным аппаратом, предоставляя им исключительно творческие и руководящие функции.

## Ассистент (помощник) оператора
Специалист, осуществляющий технический контроль за отдельными параметрами съёмки, заряжающий киноплёнку в кассеты и отвечающий за их бесперебойную работу. У одного оператора может быть более одного ассистента. Но при любом их количестве обязательным является «ассистент на фокусе» или 1-й ассистент — фокус-пуллер. Кроме других обязанностей, он осуществляет контроль за соблюдением точности фокусировки в сложных сценах. Перед съёмкой дублей измеряет дистанции от камеры до объектов съёмки и размечает кольцо наводки фоллоу-фокуса в соответствии со сценой. Во время съёмки осуществляет перевод фокуса с объекта на объект и следит по видеоконтрольному устройству за точностью наводки.
Роль первого ассистента в кинопроизводстве очень велика, поскольку неточная фокусировка делает полученное изображение непригодным для использования в фильме. Точная наводка требует знаний особенностей киносъёмочной оптики, непрерывного контроля юстировки объективов и камеры, а также безупречного зрения. Кроме фокусировки первый ассистент следит за нежелательными засветками и бликами от источников света и предотвращает их своевременной установкой светозащитных зонтов, экранов и компендиумов.
Второй ассистент оператора, если он предусмотрен штатным расписанием, записывает номера кадров, дублей и прочую информацию на хлопушке-нумераторе и заряжает неэкспонированную киноплёнку в кассеты. Кроме того, он фиксирует в специальном журнале номера эмульсии, даты съёмки и даты отправки в проявку каждого отснятого рулона, а также следит за транспортировкой операторского оборудования и его доставкой к месту съёмки. Также на нём лежит обязанность измерения экспозиционных параметров и цветовой температуры освещения.